# أليسون ديفيز
أليسون ديفيز (بالإنجليزية: Alison Davies)‏ هي مجدفة أسترالية، ولدت في 26 سبتمبر 1974 في أديلايد في أستراليا.

## وصلات خارجية
- أليسون ديفيز على موقع الاتحاد الدولي للتجديف (الإنجليزية)
- أليسون ديفيز على موقع اللجنة الأولمبية الدولية (الإنجليزية)
- أليسون ديفيز على موقع أوليمبيديا (الإنجليزية)
- أليسون ديفيز على موقع اللجنة الأولمبية الأسترالية (الإنجليزية)